# .eh
eh. هو امتداد خاص بالعناوين الإلكترونية (نطاق) domain للمواقع التي تنتمي إلى الصحراء الغربية. بما أن المنطقة متنازع عليهان فليس لها رمز نطاق خاص، ويتم الاحتفاظ بهذا الرمز في حالة تم التوصل لاتفاق بين الحكومة المغربية والقوات المتحاربة في المنطقة.